# Ordre de l’union parfaite

Ordre de l’union parfaite

Der Ordre de l’union parfaite („Orden der perfekten Union“), auch Ordre de la Fidélité („Orden der Treue“), war ein durch Königin Sophie Magdalene von Dänemark und Norwegen im Jahre 1732 gestifteter Orden, um ihre glückliche Ehe mit Christian VI. zu feiern. Es war die erste dänische Auszeichnung, die auch von Frauen getragen wurde.
Das Ordenszeichen war ein weiß emailliertes Kreuz mit einer goldenen Krone an jedem der vier Enden. Zwischen den Armen des Kreuzes befinden sich abwechselnd der norwegische Löwe in Gold mit einer goldenen Hellebarde und weißem Schaft und der brandenburgische Adler in Gold mit rot emaillierten Flügeln. Das Mittelstück des Kreuzes besteht aus einem blauen Oval, das die verschlungenen Namenszüge des Königspaares, eingefasst in Rosensteinen zeigt.

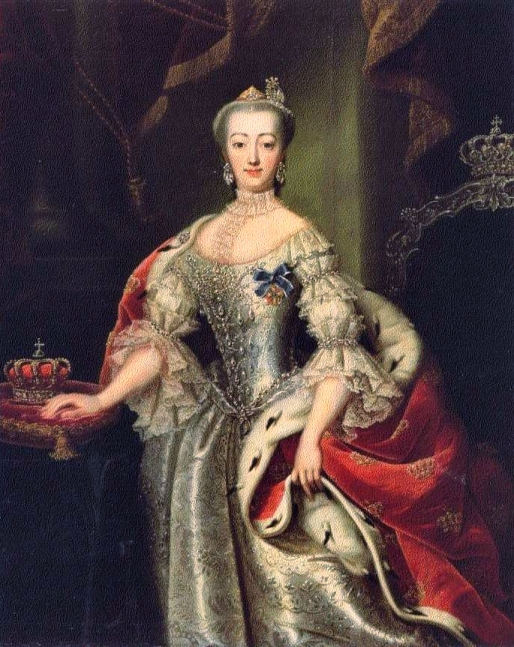
Sophie Magdalene von Brandenburg-Kulmbach mit dem Ordenszeichen an der Brust

Die Ordensdevise lautet lateinisch In Felicissimæ Unionis Memoriam ‚In Erinnerung der glücklichsten Union‘.

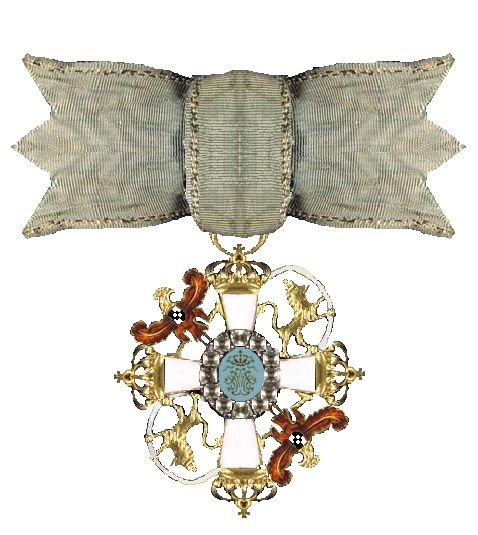
Ordenszeichen an der Damenschleife

Männer trugen den Orden im Knopfloch des Oberrocks, Frauen befestigten das Kreuz an einer Damenschleife an der linken Brust.
Nach dem Tod der Königin im Jahr 1770 wurde der Orden nicht mehr verliehen.

## Träger

### Männer
- Adam Christopher Holsten
- Adam Gottlob Moltke (1747)
- Adam Levin von Witzleben (1732)
- Andreas Rosenpalm
- Carl von Holstein (1747)
- Claus Reventlow (1751)
- Conrad Detlev Reventlow (1750)
- Christian Conrad Danneskiold-Laurvig (1758)
- Christian Christoffer Holck (1764)
- Christian Ernst zu Stolberg-Wernigerode (vor 1744)
- Christian Friderich Knuth (29. Januar 1770)
- Christian von Støcken (1761)
- Ditlev Reventlow (1756)
- Frederick Louis von Woyda (1767)
- Frederik Christian von Qualen (1768)
- Frederik Wilhelm Wedel-Jarlsberg (1763)
- Frederik Carl Christian Ulrik Ahlefeldt (1770)
- Frederik Christian von Møsting (1763)
- Frederik von Oertz (1761)
- Friedrich (31. März 1759)
- Friedrich Karl von Holstein-Plön (vor 1759)[2]
- Friedrich von Ahlefeldt (1770)
- Georg Wilhelm von Søhlenthal (1738)
- Gustav Grüner (1751)
- Gustav Friedrich von Isenburg-Büdingen
- Hans Schack (1735–1796) (1763)
- Hans Heinrich V von Hochberg
- Heinrich Ernst II von Stolberg-Wernigerode
- Henrik Stampe (1770)
- Holger Rosenkrantz (1767)
- Johann Christoph von Reitzenstein
- Karl von Hessen-Kassel (31. März 1759)[3]
- Karl Georg Lebrecht von Anhalt-Köthen
- Mogens Rosenkrantz (1763)
- Poul Vendelbo de Løvenørn (1739)
- Verner Rosenkrantz (1763)
- Volrad August von der Lühe (1747)
- Werner von der Schulenburg (1750)

### Frauen
- Amalie Juliane von Günterrode
- Anne Christine von Anhalt-Köthen
- Anna Joachima Danneskiold-Laurvig
- Anna Sophie Schack[4]
- Anna Susanna von der Osten
- Augusta Friderika von Stolberg-Wernigerode
- Birte Rosenkrantz (1723–1763)
- Birgitte Sofie Gabel (1764)
- Charlotte Amalie Skeel (1750)
- Charlotte Dorothea Reventlow
- Charlotte Elisabeth Henriette Holstein (1770)
- Charlotte von Hessen-Philippsthal-Barchfeld
- Christine Armgard von Holstein-Plön (vor 1759)
- Christine Henriette von Stolberg-Stolberg
- Christine Sophie von Gähler (1765)
- Dorothea Christina von Aichelberg (vor 1759)
- Eleonora Marie von Lüttichau
- Elisabeth Sophie Marie von Schleswig-Holstein-Norburg[5][6]
- Juliane von Braunschweig-Wolfenbüttel
- Louise Charlotte von Schleswig-Holstein-Sonderburg-Glücksburg
- Louise Friderica von Boyneburg
- Louise Henriette von Hochberg
- Magdalene von Schönburg
- Margrethe Marie Thomasine Numsen
- Margrethe von der Lühe (1768)
- Margarete Giedde Vind
- Sophia Magdalena Krag Juel Vind
- Friederike von Württemberg-Neuenstadt
- Wilhelmina Augusta von Schleswig-Holstein-Nordborg-Pløens (1749)